# بکا گوینیاشویلی
بکا گوینیاشویلی (انگلیسی: Beka Gviniashvili؛ زادهٔ ۲۶ اکتبر ۱۹۹۵) جودوکار اهل گرجستان است.